# Paratemnopteryx glauerti
Paratemnopteryx glauerti är en kackerlacksart som först beskrevs av Karlis Princis 1954.  Paratemnopteryx glauerti ingår i släktet Paratemnopteryx och familjen småkackerlackor. Inga underarter finns listade i Catalogue of Life.